# Befehlshaber des Zentralen Sanitätsdienstes der Bundeswehr
Der Befehlshaber des Zentralen Sanitätsdienstes der Bundeswehr (Befehlshaber ZSanDstBw) ist der oberste Verantwortliche des Organisationsbereiches Zentraler Sanitätsdienst der Bundeswehr und führt damit einhergehend das Kommando Sanitätsdienst der Bundeswehr. Er ist Sanitätsoffizier, in der Regel im Dienstgrad Generaloberstabsarzt bzw. Admiraloberstabsarzt (NATO-Rangcode OF-8).
Vor der Umstrukturierung des Sanitätsdienstes zum 1. Oktober 2024 wurde er Inspekteur des Sanitätsdienstes (InspSan) bezeichnet.

## Stellung
Im Rahmen der bundeswehrweiten Konzeption ist er Mitglied des Militärischen Führungsrates unter dem Vorsitz des Generalinspekteurs. Zudem ist er der deutsche Vertreter im Committee of the Chiefs of Military Medical Services in NATO sowie im International Committee of Military Medicine.
Er war für dessen personelle und materielle Einsatzbereitschaft verantwortlich. Dem Inspekteur untersteht das Kommando Sanitätsdienst der Bundeswehr. Er war fachlich auch für den Sanitätsdienst der anderen Organisationsbereiche der Bundeswehr vorgesetzt und schrieb unter anderem die „Fachdienstliche Anweisung des Inspekteurs des Sanitätsdienstes“ (FA InspSan) fort. In seiner Funktion wurde er unter anderem von den von ihm beauftragten Inspizienten (neu: Leitende) der Fachbereiche beraten, dem Inspizient Zahnmedizin der Bundeswehr (InspizZahnMedBw), dem Inspizient Wehrpharmazie der Bundeswehr (InspizWehrpharmBw), dem Inspizient Veterinärmedizin der Bundeswehr (InspizVetBw) sowie dem Leitenden der Krankenpflegeberufe. Sie führen ihre jeweiligen Aufgabenbereiche aus dem Kommando Sanitätsdienst der Bundeswehr heraus.
Bis zur Umstrukturierung des Sanitätsdienstes im Jahr 2000 trug der Inspekteur die Bezeichnung Inspekteur des Sanitäts- und Gesundheitswesens, was in erster Linie damit zusammenhing, dass es keinen einheitlichen Sanitätsdienst gab, sondern jede Teilstreitkraft für den Sanitätsdienst verantwortlich war. Nach Umsetzung der Strukturentscheidungen vom 4. April 2024 heißt seine Dienststellung gemäß Osnabrücker Erlass „Stellvertretender Befehlshaber Unterstützungskommando der Bundeswehr und Befehlshaber Zentraler Sanitätsdienst der Bundeswehr“ und Wehrmedizinischer Berater der Leitung des BMVg (Chief Medical Officer).

## Befehlshaber bzw. Inspekteure
| Nr. | Name Inspekteur      | Beginn der Amtszeit | Ende der Amtszeit  | Dienstgrad                       | Ernennender Minister |
| --- | -------------------- | ------------------- | ------------------ | -------------------------------- | -------------------- |
| 17 | Ralf Hoffmann        | 1. Oktober 2024     |                    | Generaloberstabsarzt (Heer)      | Boris Pistorius      |
| Am 1. Oktober 2024 wurde aus dem bisherigen „Inspekteur des Sanitätsdienstes“ im Rahmen einer Umstrukturierung der „Befehlshaber des Zentralen Sanitätsdienstes der Bundeswehr“ |                      |                     |                    |                                  |                      |
| 17 | Ralf Hoffmann        | 2. Mai 2024         | 1. Oktober 2024    | Generaloberstabsarzt (Heer)      | Boris Pistorius      |
| 16 | Ulrich Baumgärtner   | 25. September 2018  | 2. Mai 2024        | Generaloberstabsarzt (Heer)      | Ursula von der Leyen |
| 15 | Michael Tempel       | 14. Juli 2015       | 25. September 2018 | Generaloberstabsarzt (Heer)      | Ursula von der Leyen |
| 14 | Ingo Patschke        | 27. September 2011  | 14. Juli 2015      | Generaloberstabsarzt (Heer)      | Thomas de Maizière   |
| 13 | Kurt-Bernhard Nakath | 27. Oktober 2006    | 27. September 2011 | Generaloberstabsarzt (Heer)      | Franz Josef Jung     |
| 12 | Karsten Ocker        | 1. April 2003       | 30. September 2006 | Admiraloberstabsarzt (Marine)    | Peter Struck         |
| 11 | Karl Wilhelm Demmer  | 1. Oktober 1997     | 31. März 2003      | Generaloberstabsarzt (Heer)      | Volker Rühe          |
| 10 | Gunter Desch         | 1. Oktober 1989     | 30. September 1997 | Generaloberstabsarzt (Heer)      | Gerhard Stoltenberg  |
| 9 | Claus Voss           | 1. Oktober 1986     | 30. September 1989 | Generaloberstabsarzt (Heer)      | Manfred Wörner       |
| 8 | Hansjoachim Linde    | 1. April 1982       | 30. September 1986 | Generaloberstabsarzt (Luftwaffe) | Hans Apel            |
| 7 | Hubertus Grunhofer   | 1. April 1980       | 31. März 1982      | Generaloberstabsarzt (Luftwaffe) | Hans Apel            |
| 6 | Ernst Rebentisch     | 1. Oktober 1976     | 31. März 1980      | Generaloberstabsarzt (Heer)      | Georg Leber          |
| 5 | Hans-Georg Stemann   | 1. Oktober 1972     | 30. September 1976 | Admiraloberstabsarzt (Marine)    | Georg Leber          |
| 4 | Eberhard Daerr       | 1. April 1969       | 30. September 1972 | Generaloberstabsarzt (Heer)      | Gerhard Schröder     |
| 3 | Herbert Hockemeyer   | 1. April 1967       | 31. März 1969      | Generaloberstabsarzt (Heer)      | Gerhard Schröder     |
| 2 | Wilhelm Albrecht     | 1. Oktober 1962     | 31. März 1967      | Generaloberstabsarzt (Luftwaffe) | Franz Josef Strauß   |
| 1 | Theodor Joedicke     | 2. September 1957   | 30. September 1962 | Generalstabsarzt (Heer)          | Franz Josef Strauß   |

In Vertretung nahm Heinrich Oberdiek die Geschäfte des Inspekteurs des Sanitäts- und Gesundheitswesens im November und Dezember 1957 wahr.